# Karl Claus
Karl Claus (ur. 22 stycznia 1796 w Dorpacie, zm. 24 marca 1864 tamże) – rosyjski chemik, botanik i farmaceuta.
Badał między innymi florę stepów zawołżańskich. W 1844 roku odkrył nowy pierwiastek ruten. Był profesorem uniwersytetów w Kazaniu i Dorpacie (dzisiejsze Tartu w Estonii).